# ヴォルチャンスク市電
ヴォルチャンスク市電（ロシア語: Волчанский трамвай）は、ロシア連邦のヴォルチャンスクに存在する路面電車。2020年現在はヴォルチャンスク市の市営企業（単一企業体、МУП）であるアヴトエレクトロトランスポート（Автоэлектротранспорт）によって運営されている。

## 概要
1951年に開通した、スヴェルドロフスク州の都市・ヴォルチャンスクの路面電車。ヴォルチャンスクの人口は2018年の時点で8,722人であり、ロシア連邦において路面電車が存在する最小規模の自治体となっている。2020年現在は北部のレスナヤ・ヴォルチャンスク地区（Лесной Волчанки）と南部のヴォルチャンスク地区（Волчанки）を結ぶ全長8 kmの路線を有しており、大半の区間は双方の地域の間に広がる森林・草原地帯に存在する。1965年までは隣接するカルピンスクへ向かう路線、1994年までは南部の炭鉱へ向かう路線も存在したが、双方とも廃止されている。運賃は片道20ルーブルである。
ソビエト連邦の崩壊以降は経済の混乱などの影響で利用客の減少が続き、2017年以降は朝夕の時間帯のみ運行しており、ヴォルチャンスク市からの補助金により存続する状況となっている。また施設の老朽化も進んでいるが、資金難が影響して線路は整備が行われず走行時に大きな揺れが生じる状態となっている。そのため2011年には補助金を打ち切りする決定がヴォルチャンスク市議会で可決されたものの、ミニバスと比較しての定時制や輸送力の高さが多くのヴォルチャンスク市民から評価されており、反対署名によりその後もヴォルチャンスク市による補助が続いている。2019年には市電と並行した道路の建設に伴い同年6月から一時運休していたが、翌2020年1月4日から運行を再開している。
車両については、2020年時点で営業用車両としてウスチ＝カタフスキー車両製造工場製の71-608KM（2000年製）と71-619KT（2007年製）が1両ずつ在籍しており、通常は71-619KTが使用され71-608KMは予備車として車庫に待機する。それ以前に使用されていたソビエト連邦（ソ連）時代の車両である71-605は事業用車両が1両のみ在籍しており、2005年に導入されたウラルトランスマッシュ製の71-402は2009年までの4年間しか運用されず2016年に廃車されている。

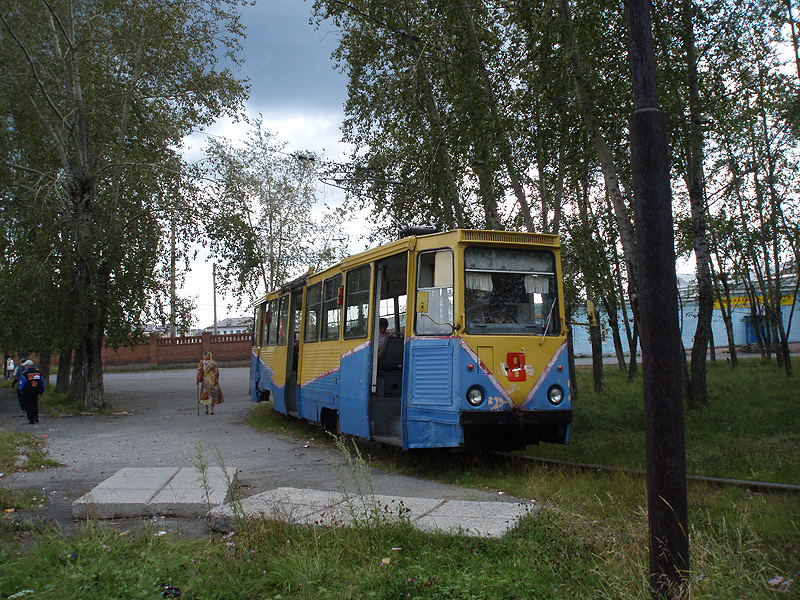
71-605
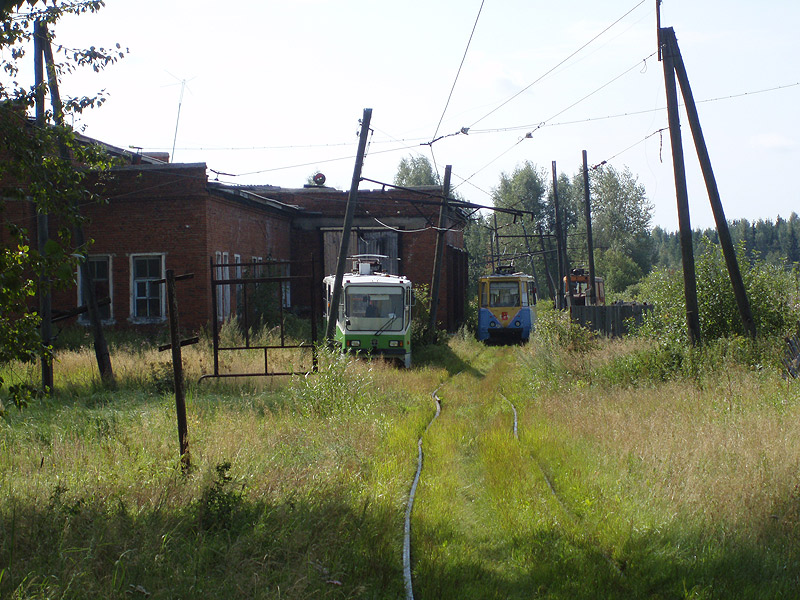
71-402（左）、71-605（右）